# Andrew Cordier
Andrew Wellington Cordier (* 1. März 1901 bei Canton, Ohio; † 11. Juli 1975 in Manhasset, New York) war in den 1950er Jahren ein hoher Beamter im Generalsekretariat der Vereinten Nationen unter Dag Hammarskjöld, außerdem Präsident der Columbia University und Herausgeber der Public Papers of the secretary general of united nations.
Cordier wurde auf einer Farm nahe Canton geboren. Er besuchte die High School in Hartville, wo er Quarterback des Footballteams wurde. Cordier schloss seine Ausbildung 1922 am Manchester College in Indiana ab und promovierte 1927 in mittelalterlicher Geschichte an der University of Chicago. 1924 heiratete er Dorothy Butterbaugh und studierte weiter am Genfer Hochschulinstitut für internationale Studien zwischen 1930 und 1931. Schließlich kehrte Cordier in die USA zurück, um am Manchester College und der Indiana University Geschichte und Politikwissenschaften zu unterrichten.
1944 wurde er internationaler Sicherheitsberater im State Department und war Teil einer US-Delegation bei der Konferenz von San Francisco. Das State Department entsandte ihn 1945 nach London, um den Aufbau der Vereinten Nationen zu unterstützen. 
Cordier arbeitete von 1946 bis 1961 als Untersekretär bei den Vereinten Nationen. Er spielte im Koreakrieg und während der Sueskrise und der Krise im Kongo eine wichtige Rolle.
1962 trat Cordier von seinem Posten bei den VN zurück, nachdem besonders von sowjetischer Seite kritisiert worden war, wie stark er sich in die Belange des Generalsekretärs mischte.
Nachdem er die VN verlassen hatte, unterrichtete er an der Universität für internationale Angelegenheiten (SIA) an der Columbia University. Als Grayson L. Kirk 1968 vom Präsidentenamt an der Universität zurücktrat, übernahm Cordier den Posten für zwei Jahre, blieb aber weiterhin Lehrkraft. Für sein Engagement wurde er 1970 von der Universität mit der höchsten Auszeichnung der „Alexander Hamilton“- Medaille ausgezeichnet
Cordier starb 1975 an Leberversagen im Krankenhaus von Manhasset (Long Island).
| Personendaten    | Personendaten                            |
| ---------------- | ---------------------------------------- |
| NAME             | Cordier, Andrew                          |
| ALTERNATIVNAMEN  | Cordier, Andrew Wellington               |
| KURZBESCHREIBUNG | US-amerikanischer Politologe und Beamter |
| GEBURTSDATUM     | 1. März 1901                             |
| GEBURTSORT       | bei Canton, Ohio                         |
| STERBEDATUM      | 11. Juli 1975                            |
| STERBEORT        | Manhasset, New York                      |